# Säm en Tanums station
Säm en Tanums station (Zweeds: Säm och Tanums station) is een småort in de gemeente Tanum in het landschap Bohuslän en de provincie Västra Götalands län in Zweden. Het småort heeft 75 inwoners (2005) en een oppervlakte van 19 hectare. Eigenlijk bestaat het småort uit twee verschillende plaatsjes: Säm en Tanums station. Het småort ligt aan de spoorlijn Bohusbanan iets ten westen van Tanumshede aan de weg naar Grebbestad.

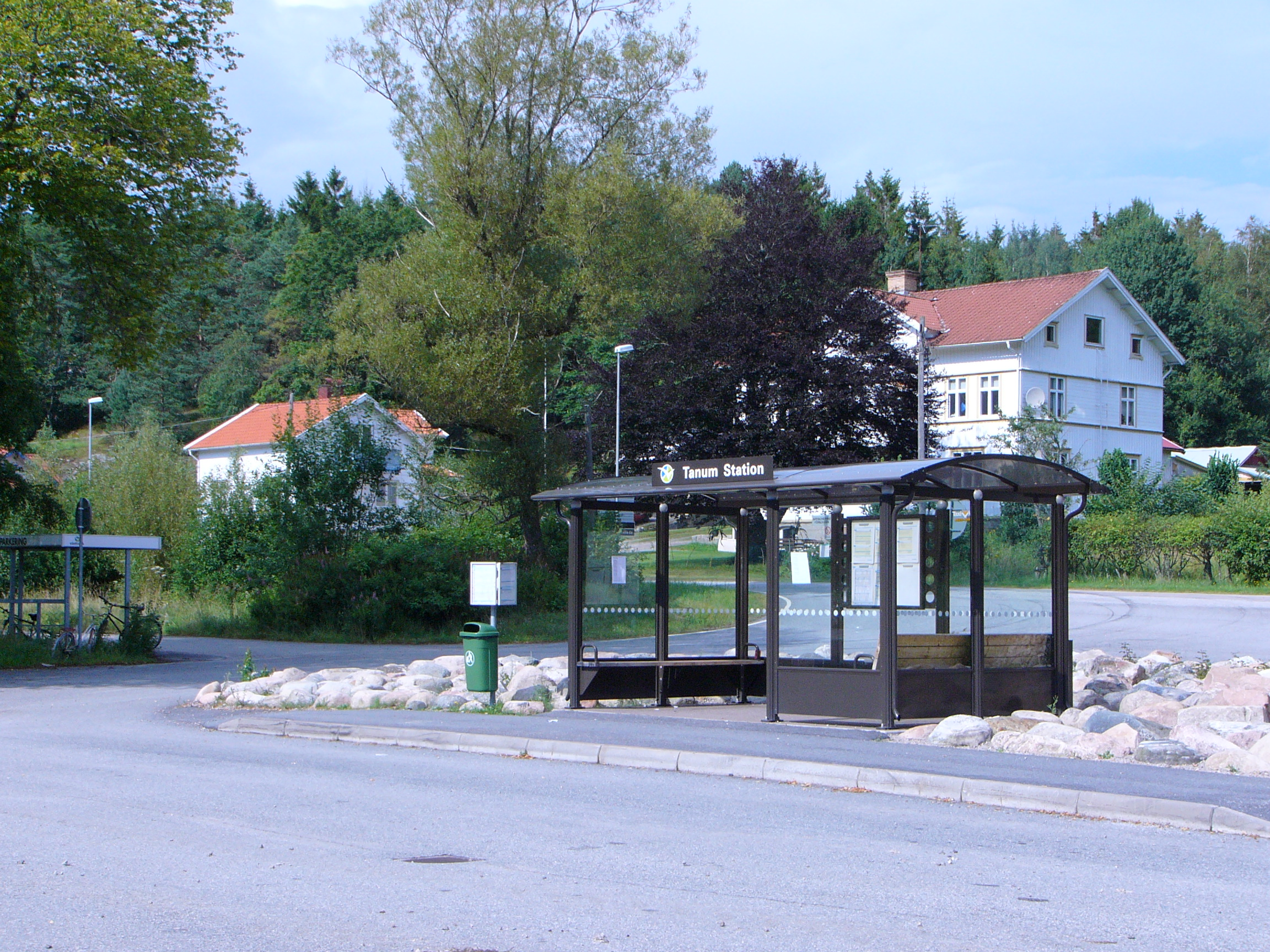
Tanums Station